# Arms (manga)
Pour les articles homonymes, voir Arms.
ARMS, ou Project ARMS (プロジェクトアームズ, Purojekuto Āmuzu), est un manga scénarisé par Kyōichi Nanatsuki et dessiné par Ryōji Minagawa.
En 1999, le manga est récompensé par le prix Shōgakukan dans la catégorie Shōnen.

## Synopsis
Un jeune homme dénommé Ryo Takatsuki eut un accident très jeune et son bras droit fut mystérieusement sauvé. Une dizaine d'années plus tard un jeune homme du nom de Hayato arrive dans le lycée de Ryo et le défie, il révèle alors à Ryo l'existence d'un organisme vivant composé de nano-machines (arms) dans le bras droit de celui-ci, l'arms Hayato quant à lui possède une nano-machine dans son bras gauche. Mais il apparaît une autre personne possédant l'arms : Takeshi. Ce dernier possède une nano-machine dans les deux jambes. Ils se retrouvent alors au centre d'un complot international d'une société secrète nommée Egregoris et commandée par une jeune fille : Alice.
Au fur et à mesure de leur aventure, les 3 compagnons se découvrent mutuellement. Petit à petit, ils vont apprendre à se connaître. Au cours de leur aventure, ils vont rencontrer Kei, cette jeune fille possède quant à elle une nano-machine dans les yeux. Les 4 compagnons vont combattre les Egregoris avec l'aide de plusieurs sections tel que les Blue-Men… Ensemble, ils vont tenter de déjouer les complots des Egregoris et ainsi sauver le monde…

## Personnages
- Ryo Takatsuki : Jabberwock (arms original)
- Hayato Shingu : Knight (arms original)
- Takeshi Tomoe : White Rabbit (arms original)
- Kei Kuruma : Queen of Heart (arms original)
- Katsumi Akagi: Bandersnatch
- Les Keiths (green, blue, black, silver, violet, red, white) (advanced arms)
- Alice
- Docteur Samuel Tillinghast
- Misa et Iwao Takatsuki (mercenaires)
- Al et Jeff (jumeaux chapel)
- Takashi Takatsuki (James Howan)
- "Angel" Yugo Gilbert (télépathe)
- Stinger (chef de l'équipe Alapha hound)
- Core Carnage (classé danger niveau A au centre Asayram)

## Manga
- Auteur : Ryōji Minagawa
- Illustrations : Kyoichi Natnasuki
- Prépublié dans : Shōnen Sunday
- Publié par : Shōgakukan
- Édité en France par : Kana
- Date de parution au Japon : 1997 à 2002
- Nombre de volumes au Japon : 22
- Date de parution en France : 18 janvier 2003
- Nombre de volumes en France : 22
- Statut : Parution terminée
- Existe en : japonais, français, anglais et allemand

## Anime
Il se sépare en deux saisons, la première s'achevant au moment où Ryô et les 3 autres Arms originaux partent aux États-Unis.
- Nombre d'épisodes : 2x26
- Date de diffusion : du 7 avril 2001 au 29 septembre 2001 et du 6 novembre 2001 au 30 mars 2002, sur TV Tōkyō.
- Studio de production : TMS Entertainment

Note : On peut voir un léger changement au niveau du dessin de la deuxième saison de l'anime, sûrement dû à un remaniement au sein de l'équipe de production.